# Форт Лівенворт
Форт Лівенворт (англ. Fort Leavenworth) — чинна військова база армії США, розташована в однойменному містечку в штаті Канзас. Веде свою історію від збудування в 1827 році першої фортеці, й є найстарішою діючою військовою інсталяцією на захід від Вашингтона. 12 квітня 1977 року територія Форту Лівенворт відокремлена від міста Лівенворт і стала окремою адміністративною одиницею. Форт Лівенворт історично носить назву «інтелектуальний центр армії США».
На території форту знаходиться Командно-штабний коледж армії США, вищий військовий навчальний заклад сухопутних військ Сполучених Штатів Америки, який здійснює навчання молодшого офіцерського складу армії США, цивільного персоналу, офіцерів інших видів збройних сил країни, а також іноземних слухачів за програмою підготовки керівного складу середньої ланки для подальшого просування по службі.